# Stock fotó
A stock fényképezés a fotózás egy olyan területe, ahol az illusztrációnak szánt fényképeket előre elkészítik, majd képügynökségek által tárolt adatbázisokból (stock = raktár/készlet) elérhetővé teszik. Az elkészített fényképeket – vagyis a stock fotókat – általában képügynökségek által megosztott és értékesített felületen keresztül érhetik el a felhasználók, akik az adatbázisból témakörök, illetve kulcsszavak alapján kereshetnek. A felhasználó az aktuális grafikai igényeinek megfelelő illusztrációt online vagy nyomtatott kiadványa részére vásárolhatja meg és előre meghatározott feltételekkel használhatja fel. A stock fotók készítői jellemzően jutalékot kapnak minden portfóliójukból letöltött kép után, amiért a letöltő a képügynökségnek fizet.

## Áttekintés
A stock fotó olyan képek kínálata, melyek speciális célokra használhatók. A képek segítségével kreatív (hirdetési és sajtóillusztrációs) feladatok oldhatók meg profi fotós bérlése helyett, gyakran alacsonyabb anyagi ráfordítással.
A hagyományos stock fényképészet magas árfekvésű és exkluzív stock fotókat jelent (macrostock), melyeket hivatásos fényképészek készítenek. Stock fotók elérhetők microstock szolgáltatások keretében is, amikor a képek nagyobb mennyiségben (csomagban) és olcsóbban is megvásárolhatók.

### Történet
Az újságok és folyóiratok kezdetben vonalas rajzokkal illusztrálhatták beszámolóikat. Később saját fényképészt foglalkoztattak, majd szabadúszó fényképészek alkotásait vásárolták meg. Az első nagyobb stock-képügynökségek az 1920-as években alakultak. Az 1980-as években a fényképészek már szándékosan úgy készítettek fényképeket, hogy azokat az ügynökségek számára felajánlják, akik raktárkészletet (erre utal az angol stock kifejezés) képeztek a gyakori grafikai igények gyors kiszolgálhatósága érdekében. Ezeket a képeket a kompozícióra és a minőségre nagy hangsúlyt fektetve, a témát több szempontból is lefényképezve, a kép elemeit kombinálva készítették el, hogy a különféle igényekre több fényképből is választhassanak a megrendelők. Manapság a stock képek kereshető online adatbázisok formájában prezentálhatók. A képek online vásárolhatók és online kerülnek leszállításra is. A fotós képeit több ügynökségnek is eladhatja, szerződésben rögzítve a képek letöltésére vagy megvásárlására vonatkozó lehetőségeket és a képek után fizetett jutalékot.
A stock fotó iparág talán legismertebb versenyzői a Getty Images és a Corbis, mindkettő nagy mennyiségű fényképpel és videóanyaggal rendelkezik, valamint a párizsi székhelyű Sipa Press, mely szintén tradicionális képügynökség.

### Jellemzők

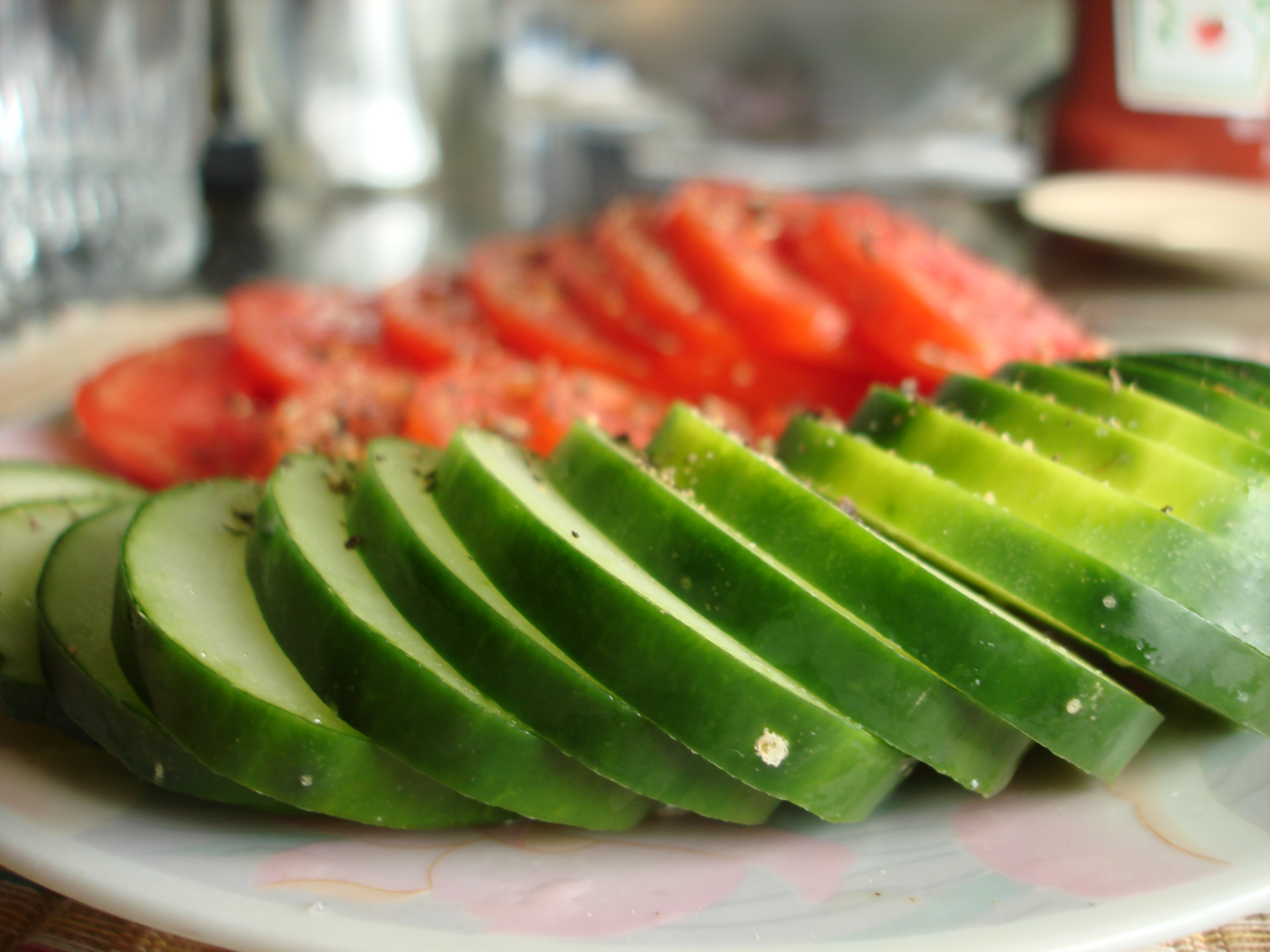
Példa a stock fotóra

A stock fotó az alkalmazott fotográfia egyik részterülete. Az üzletszerű felhasználás következtében a fényképeknek magas minőségi elvárásoknak kell megfelelniük. A megfelelő kompozíció, a jó megvilágítás, az élesség és zajmentesség egyaránt fontos követelmény. A stock fotó tipikusan beállított, egyfajta steril, idealizált valóságot ábrázol, ugyanakkor mégis lehet művészi szempontból egyedi, kreatív vagy akár meghökkentő is. Ahányféle igény csak megjelenhet egy megrendelő részéről, a képügynökség érdeke, hogy mindenre felkészült legyen. Témák tekintetében tehát a legszélesebb körű igényeket is ki tudják elégíteni a képügynökségek, sőt, az is előfordul, hogy egy képügynökség csak bizonyos szűkebb témakörökre koncentrál, pl. a StockFood esetében ez az ételek és italok témaköre.
Jellemző témakörök: absztrakt, állatok, család, divat, emberek, építészet, étel/ital, művészetek, oktatás, pénz/üzlet, sport/szabadidő, táj/természet, tudomány/technológia, utazás, ünnepek.

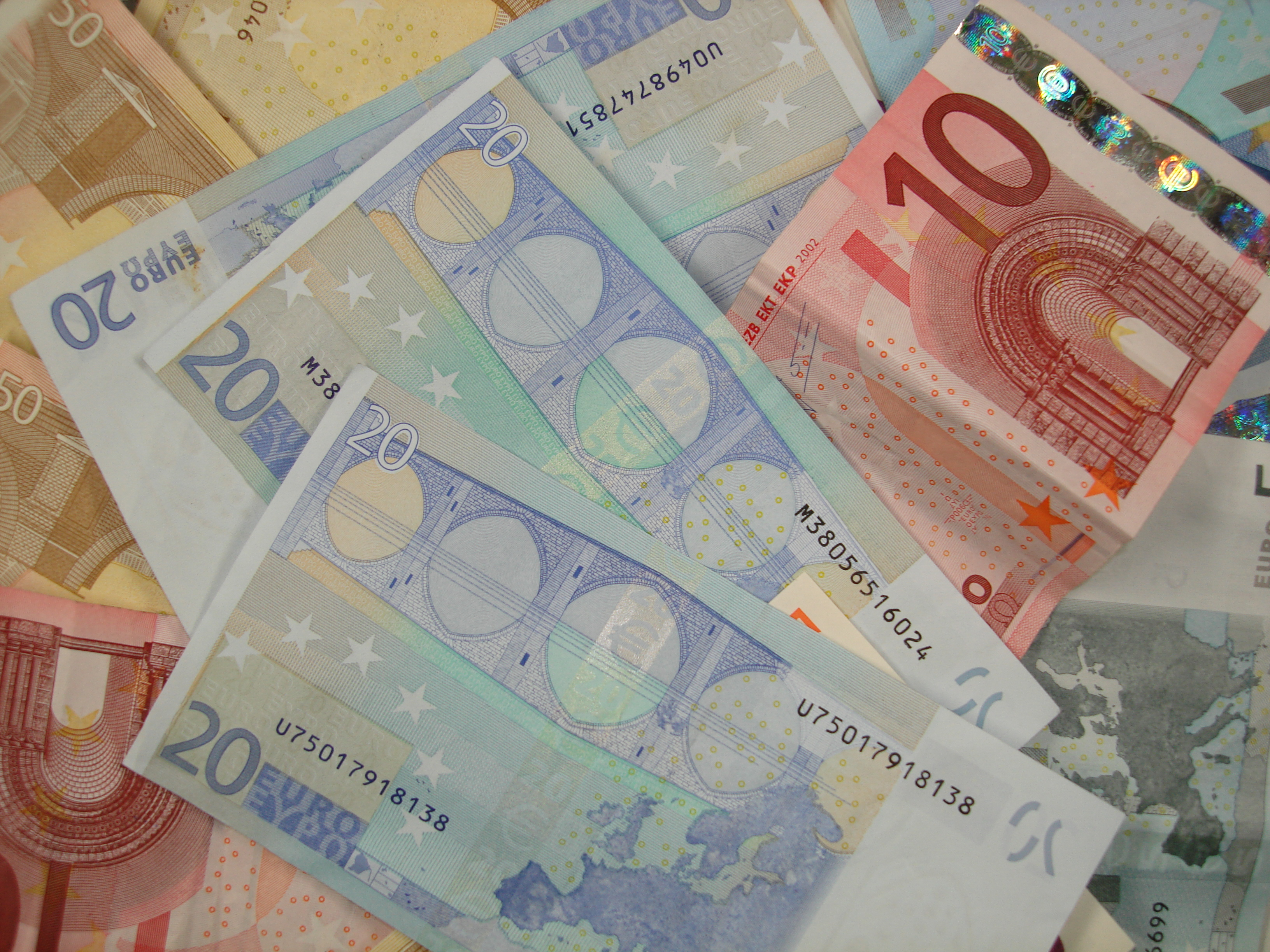
Euro bankjegyek – példa a stock fotóra

Gyakran előfordul, hogy emberek mint modellek közreműködésével készítik el a stock fotót, melyen a szereplők szakembereket formálnak meg, sztereotípiákat testesítenek meg, érzelmeket és gesztusokat jelenítenek meg. Ezeken a képeken semleges háttér előtt például kezet fogó öltönyös üzletemberek láthatók vagy könyvtárban a könyvespolcról könyvet leemelő emberek. További példaként említhető a pénzügyi szektor cikkeihez kapcsolódó bankjegyeket vagy pénzérméket ábrázoló képek vagy az utazási témakörökben jellemző hegyeket, ismert helyszíneket, épületeket vagy napsütötte tengerpartot mutató fotók.
Az eladásra szánt képek szigorú követelményeknek kell, hogy megfeleljenek, így például nem tartalmazhatnak márkajelzéseket, védjegyeket, egyéb szerzői jogi oltalom alá eső képelemeket. Nem publikus helyen, bárki által nem látható épületekről vagy telekrészekről eladásra szánt fényképet például csak az épület/terület tulajdonosának írásos engedélyével lehet készíteni és árusítani. Engedélyköteles továbbá a felismerhető személyek szerepeltetése, ezért is egyszerűbb és kifizetődőbb modellek szerepeltetése a képeken.

### A képek jogállása
A felhasználás lehetséges köreit tekintve megkülönböztetünk jogdíjas képeket (Rights Managed, RM), jogdíjmentes képeket (Royalty-free, RF), valamint közkincseket (Public Domain, PD).
- A jogdíjas képek (Rights Managed, RM) esetében egyedi licencszerződés rögzít minden egyes használatot. Megvan a lehetőség arra, hogy az ügyfél kizárólagos használati jogot vásároljon egy adott képre. Mivel ilyenkor a képet az ügynökség másik ügyfelének nem adhatja tovább, így a vásárlónak magasabb díjat kell fizetnie. A megfizetett díj összefüggésben van a felhasználhatósággal, a kiválasztott kép pl. csak meghatározott ideig (1 hónap, 1 év stb.), vagy csak nyomtatásban, vagy maximum 10.000 kinyomtatott dokumentumig, csak Európában vagy valamely országban, csak meghatározott méretben stb. használható fel.
- A jogdíjmentes képeket (Royalty-free, RF) kínálók a vásárlóval a kép korlátlan számú felhasználására egyetlen szerződést köt. Royalty-free képek esetén nincs lehetőség kizárólagos használati jog megvásárlására. A jogdíjmentesség ugyanakkor nem tévesztendő össze a Public Domain joggal, vagyis jogdíjmentesség nem jelenti a kép ingyenességét. Azt jelenti csupán, hogy a megkötött licencszerződés és fizetés után a vásárló a megvásárolt képet többször felhasználhatja céljai és igényei szerint és nem kell minden felhasználás alkalmával újabb licencdíjat fizetnie.
- Közkincs (Public domain, PD) képek lincencdíj fizetése nélkül használható üzleti vagy személyes célokra. Nincs lehetőség kizárólagos jogok fenntartására. A képet mások is felhasználhatják, ahányszor csak akarják.

### Microstock ügynökségek
A microstock a stock fényképezés üzletág része. Gyakorta jogdíjmentes képeket (Royalty-free, RF) kínálnak és ezt honlapjaikon is jelzik. A microstock ügynökségek honlapjaikon több százezertől akár több millió képet is ajánlhatnak az érdeklődőknek. 2014 júliusában a Dreamstime például több mint 24 millió, a 123RF és a Fotolia közel 30 millió, míg a Shutterstock kb. 35 millió képpel rendelkezik.
A microstock fotókkal foglalkozó társaságok tulajdonságai:
- tartalmaikat szinte kizárólagosan az Interneten árulják,
- nem kizárólag hivatásos fényképészek képeit kínálják, hobbifotósok és „amatőrök” képeit is,
- jogdíjmentes képeik ára rendkívül alacsony, akár alig néhány dollár.

A képeket kínáló honlapok esetében előfordul, hogy alacsony felbontású képeket ingyenesen kínálnak, ezzel mutatva be kínálatukat. Ha a felhasználó úgy dönt, hogy a nagyobb felbontású képre is szüksége van, akkor lehetősége van annak megvásárlására közvetlenül a honlapon. Máshol rovatot tartanak fent az ingyenesen használható képeknek, mint például a Dreamstime és a Fotolia oldalán. Ugyanakkor ingyenes képeket nyújtó oldalak is vannak, mint a magyar alapítású Stock.xchng, melyet felvásárolt a Getty Images és 2014-ben átnevezte FreeImages-re. Szintén magyar alapítású és budapesti székhelyű a jogdíjmentes képeket kínáló Stockfresh.
Ezek a honlapok a stock fotók mellett legjellemzőbben vektoros ábrákat és videókat találhatunk, de gyakorta honlapokhoz használható háttereket, textúrákat és más design elemeket is el lehet érni.
- 123RF
- Depositphotos
- Dreamstime
- Fotolia
- FreeImages (korábban: Stock.xchng (SXC))
- iStock (korábban: iStockphoto)
- Kozzi
- Photodune
- PhotoSpin
- Shutterstock
- StockFood
- Stockfresh
- StockHun

## Fordítás
- Ez a szócikk részben vagy egészben  a   Stock photography című angol Wikipédia-szócikk ezen változatának fordításán alapul.  Az eredeti cikk szerkesztőit annak laptörténete sorolja fel. Ez a jelzés csupán a megfogalmazás eredetét és a szerzői jogokat jelzi, nem szolgál a cikkben szereplő információk forrásmegjelöléseként.
- Ez a szócikk részben vagy egészben  a   Microstock photography című angol Wikipédia-szócikk ezen változatának fordításán alapul.  Az eredeti cikk szerkesztőit annak laptörténete sorolja fel. Ez a jelzés csupán a megfogalmazás eredetét és a szerzői jogokat jelzi, nem szolgál a cikkben szereplő információk forrásmegjelöléseként.